# L'amore è femmina
För sången på albumet med samma titel, se L'amore è femmina (sång)
L'amore è femmina ([laˈmoːre ɛ ˈfɛmmina]) är det andra studioalbumet från den italienska sångerskan Nina Zilli. Albumet släpptes den 15 februari 2012 och innehåller 12 låtar. Zilli har skrivit 10 av låtarna helt själv och skrivit "Per sempre" tillsammans med Roberto Casalino. Den enda låten hon ej skrivit är "La casa sull'albero" som är skriven av Alessandra Flora.
Albumets första singel är "Per sempre" som Zilli framförde i San Remo-festivalen år 2012. Den andra singeln är "L'amore è femmina" som även är Italiens bidrag i Eurovision Song Contest 2012.
Albumet debuterade på elfte plats på den italienska albumlistan den 23 februari 2012 och har inte förbättrat sin position sedan dess.

## Låtlista
1. "Per le strade" – 3:37
2. "Per sempre" – 3:25
3. "Una notte" – 3:27
4. "L'inverno all'improvviso" – 3:25
5. "La felicità" – 3:41
6. "L'amore è femmina" – 2:59
7. "Piangono le viole" – 3:29
8. "Non qui" – 2:55
9. "La casa sull'albero" – 3:05
10. "Anna" – 3:09
11. "Un'altra estate" – 3:03
12. "Lasciatemi dormire" – 3:03

## Listplaceringar
| Lista (2012) | Topplacering |
| ------------ | ------------ |
| Italien      | 11           |